# Gonatodes caudiscutatus
Espèce
Synonymes
- Gymnodactylus caudiscutatus Günther, 1859
- Gonatodes collaris Garman, 1892

Statut de conservation UICN

 LC  : Préoccupation mineure
Gonatodes caudiscutatus est une espèce de geckos de la famille des Sphaerodactylidae.

## Répartition
Cette espèce se rencontre :
- en Colombie ;
- en Équateur.

Sa présence est incertaine au Pérou et a été introduite dans les îles Galápagos.

## Publication originale
- Günther, 1859 : Second list of cold-blooded vertebrata collected by Mr. Fraser in the Andes of Western Ecuador. Proceedings of the Zoological Society of London, vol. 1859, p. 402-420 (texte intégral).